# Aulus Hircjusz
Aulus Hirtius (ur. ok. 90 p.n.e., zm. 21 kwietnia 43 p.n.e.) – rzymski oficer, szef sztabu Juliusza Cezara w czasie wojny galijskiej i jeden z jego najbliższych współpracowników. Uczestniczył w większości wypraw wojennych Cezara, z wyjątkiem wypraw afrykańskich. Pretor w 46 p.n.e., w 43 p.n.e. konsul. Zginął w bitwie przeciwko Markowi Antoniuszowi pod Mutiną (obecnie Modena).
Hircjusz jest autorem dalszego ciągu, to jest ósmej księgi, Pamiętników z wojny galijskiej Juliusza Cezara, którą napisał, gdyż zamierzał połączyć obie monografie historyczne Cezara w jedno dzieło. Ponadto chciał uzupełnić drugą monografię, Pamiętniki z wojny domowej, o wydarzenia, których ona nie opisuje, aż do zabójstwa Cezara. Śmierć w bitwie pod Mutiną przerwała Hircjuszowi realizację tych planów.
Kontynuację Pamiętników z wojny domowej stanowią trzy, zachowane do naszych czasów dziełka:
- Bellum Alexandrinum – wojna w Aleksandrii,
- Bellum Africanum – wojna w Afryce,
- Bellum Hispaniense – wojna w Hiszpanii.

Wszystkie trzy przekazane zostały anonimowo, autorstwo było niepewne już w starożytności. Na podstawie analizy języka i stylu oraz podobieństwa ich do języka i stylu ks. VIII Wojny galijskiej pierwsze z nich przypisuje się Hircjuszowi. Reszta to zapewne zgromadzone przez niego i znalezione pośmiertnie w jego papierach, nie zredagowane materiały do dalszego ciągu Wojny domowej, spisane przez innych (i, co trzeba podkreślić, dużo gorzej od Hircjusza wykształconych) oficerów armii Cezara.